# 군왕
군왕(郡王)은 왕작(王爵)의 하나이다.
중원 왕조가 책봉 체제 하에서 제후국의 통치자에게 하사하던 작위로 종종 동음이의어인 군왕(君王)과 혼동되는 경향을 보인다. 보편적으로 君王이 한 국가의 최고통수권자를 뜻하는 군주(君主)로서의 의미가 강하다면, 군왕은 황제의 봉신인 제후왕을 일컫는 작위명으로서의 의미를 지닌다. 다만, 대한민국이나 일본 등지에서는 군주라는 용어자체가 'Lord'와 'Monarch'를 특별히 구분하지 않고 총괄하는 표준역어 역할을 하기 때문에 전자의 개념으로 본다면 제후 역시 군주의 개념에 포함된다.

## 국왕(國王)과의 구분
20세기 이후 동아시아의 한자문화권에서는 제후왕이 아닌 독립왕국의 군주나 동아시아 바깥 세계의 군주에 대한 번역어로 주로 '국왕(國王)'을 사용하였고 이러한 방향은 현재 거의 정착되었다. 또, 전통적으로 중원왕조에서도 국왕의 경우는 자국 황제의 세력이 미치지 못하거나 미치더라도 상대적으로 미약한 이방지역의 지배자를 지칭하는 용어로 통용하였기에 같은 왕이라도 군왕(郡王)에 비해 그 가치가 우위에 있었다. 때문에 현재 국왕(國王)은 대한민국, 일본 등지에서 역사속 왕국이나 제국의 전제군주를 가리키는 표준적 역어로 두루 통용되며 경칭도 황제와 동등한 '폐하(陛下)'로 통일하는 경향이 강하다. 아울러 국왕의 왕위를 이을 제1 왕위계승권자를 왕태자(王太子)로, 국왕의 모후를 왕태후(王太后)로, 왕자(王子)나 왕녀(王女)의 경칭은 전하(殿下)를 사용하여 군왕(郡王) 등의 제후왕과 구별짓는다. 보통 친왕(親王)이나 군왕(郡王)의 경칭으로는 제국의 황제나 독립왕국의 국왕보다 한단계 격이 낮은 전하(殿下)가 사용되며 제1 왕위계승권자에게는 왕세자(王世子), 모후에게는 대비의 칭호를 사용한다. 한국사에서는 원간섭기의 고려시대에 제후체제가 관행화되었고, 성리학 이념을 기반으로 건국된 조선왕조의 경우 폐하나, 태자, 태후 등의 경칭이 참람하다 하여 멀리하였으므로 현대의 대한민국에 들어서는 국왕에 대한 칭호(陛下와 殿下)나 격에 맞는 파생용어(太子와 世子)등을 크게 구분짓지 않고 두루 쓰는 경향을 보인다.